# Пеленський Йосип Гаврилович

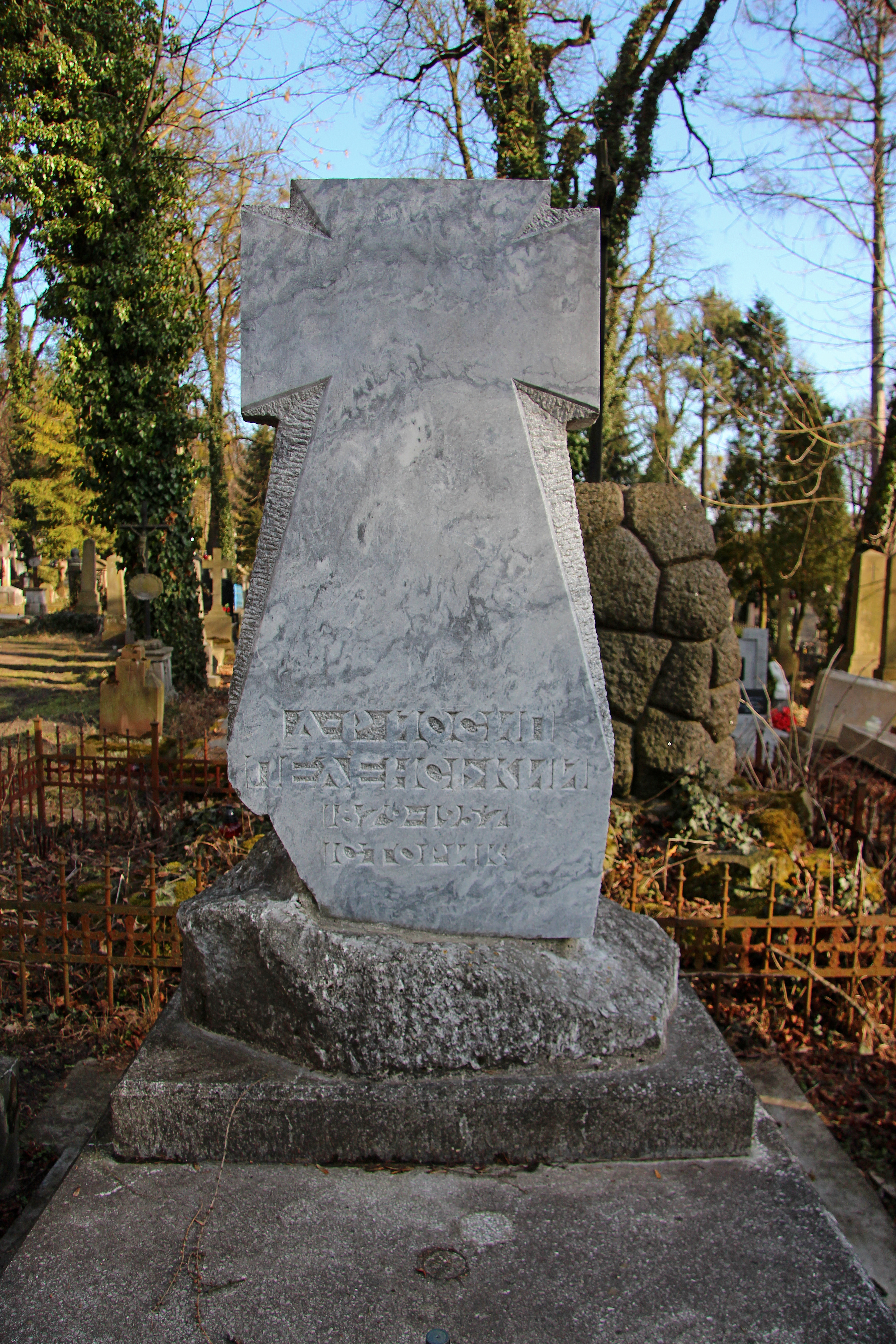

Йосип Гаврилович Пеленський (18 грудня (31 грудня) 1879, Комарно) — пом. 27 листопада 1957, Львів) — український історик, мистецтвознавець, професор, дійсний член НТШ.

## Життєпис
Народився в м. Комарно у Галичині, в сім'ї відомого діяча «Просвіти». Закінчив Львівську гімназію та Краківський університет.
Брав участь у Першій світовій війні.
Член консерваційного (реставраційного) відділу при Галицькому намісництві (1917). Професор Українського державного Кам'янець-Подільського університету (1918—1920).
Управитель «Рідної школи» в місті Комарно. Викладав у гімназіях на Галичині. Дійсний член НТШ (1917), заступник голови комісії НТШ з історії мистецтва. Старший науковий співробітник Львівського інституту археології АН УРСР (з 1945).
Автор праць з історії дерев'яної архітектури та пам'яток Галича (давнього), давнього Львова та візантійського мистецтва. Підготував кілька наукових монографій, які не вийшли у світ. Проводив археологічні дослідження в Крилосі (давньому Галичі) 1909 і 1911.
Помер у Львові. Похований на Личаківському цвинтарі на полі №55.

## Праці
- З руїн Галича. "ЗНТШ", 1909, т. 91
- Halicz w dziejach sztuki średniowiecznej. Kraków, 1914
- Таємниці стольного града. "Літопис "Червоної Калини"", 1991, № 5–6; 1992, № 1–2
- Йордан у краю та у Львові. Діло. 1938. Ч. 12. 19 січня. С. 3. // Локальна історія, 18.01.2023